# Sparidentex hasta
 Sparidentex hasta és un peix teleosti de la família dels espàrids i de l'ordre dels perciformes. Va ser descrit per primera vegada com a Dentex hasta per Achille Valenciennes el 1830.
Sparidentex hasta és l'única espècie del gènere Sparidentex. Pot arribar als 50 cm de llargària total. Es troba a les costes del Golf Pèrsic i de l'Índia.